# Liste der Straßen und Plätze in Berlin-Siemensstadt

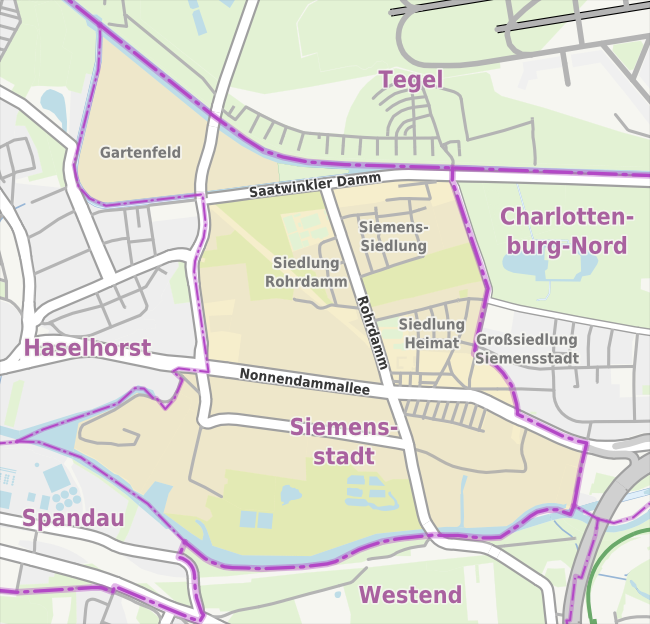
Übersichtskarte von Berlin-Siemensstadt

Die Liste der Straßen und Plätze in Berlin-Siemensstadt beschreibt das Straßensystem im Berliner Ortsteil Siemensstadt mit den entsprechenden historischen Bezügen. Gleichzeitig ist diese Zusammenstellung ein Teil der Listen aller Berliner Straßen und Plätze.

## Überblick

### Allgemeines
Siemensstadt hat 13.438 Einwohner (Stand: 31. Dezember 2024) und umfasst die Postleitzahlenbereiche 13599, 13627 und 13629. In der folgenden Liste sind 49 gewidmete Straßen und zwei benannte Plätze aufgeführt, die teilweise zu Nachbarortsteilen gehören. Nach den für die Liste ermittelten Straßenlängen liegen im Ortsteil 22,2 Kilometer Straße. Charakteristisch für den Ortsteil sind die (nichtöffentlichen) Werkstraßen auf Gewerbe- und Industriegelände, die von Arbeitsabläufen bestimmt sind, beispielsweise die Fortsetzung des Haselhorster Großen Spreerings auf das Gelände des Heizkraftwerkes Reuter-West. Bei der Öffnung als Gewerbeflächen sind erneuerte Straßen nötig, wie der Wohlrabedamm im „Thelen Technopark“.
Die Straßenzüge (Bernauer Straße)–Gartenfelder Straße–Paulsternstraße (teilweise zum Nachbarortsteil gehörend), Nonnendammallee–Siemensdamm–Saatwinkler Damm gehören mit 4450 Metern zu den übergeordneten Hauptstraßen Berlins, die den Anschluss an die A 111 und die Verbindung zwischen Bezirken sichert. Der Rohrdamm ist mit seinen 2260 Metern die Hauptstraße mit regionaler Bedeutung zwischen Spree (Rohrdammbrücke) im Süden und Hohenzollernkanal (Saatwinkler Damm) im Norden. Ergänzt werden die Hauptstraßen im Ortsteil schließlich durch Motardstraße und Otternbuchtstraße, die das Industriegebiet im Süden erschließen.

### Entstehung des Straßennetzes und Prinzipien der Namensvergabe
Die Straßen im Ortsteil nehmen seit den 1850er Jahren den Ursprung im (historischen) durchführenden Straßensystem (insbesondere der Nonnendamm) und wurden durch die Ansiedlung der Siemens-Werke auf den Nonnenwiesen (Hühner-Werder) und die entstehenden Werkssiedlungen ergänzt. Zur Entwicklung des Straßensystems im Ortsteil war es von gewisser Bedeutung, dass der östlich angrenzende Bereich zur selbstständigen Stadt Charlottenburg gehörte, ein Teil des Gebietes dagegen zum Stadtkreis Spandau. Im Adressbuch von 1911 findet sich der Ortsteil noch als „Kolonie Nonnendamm“ im Stadtkreis Spandau. Auf die vormals feuchte Umgebung verweisen Straßennamen mit den Endungen „…damm“ bzw. „…steig“. Die Straßen erschließen die weitläufigen Industrie- und Werksanlagen im Süden und Westen und grüne Wohnsiedlungen im Nordosten. Im Süden begrenzt die Spree (meist am Südufer) den Ortsteil.
Zur Bewältigung des mit der Industrialisierung rasch zunehmenden Verkehrsaufkommens und als Erleichterung für die Beschäftigten ließ die Firma auf ihre Kosten bestehende Wege zu Straßen ausbauen und legte neue an. Die Straßen erschlossen weitere Werksbauten und bereiteten Wohnhausbauten vor. Siemens erweiterte 1901 den als Erschließungsweg bestehenden Wernerwerkdamm, 1903 folgte mit der 30 Meter breiten Ohmstraße die erste neue Straße und 1904/1905 (in dieser Folge) Hefnersteig, Reisstraße, Wehneltsteig, Quellweg, Voltastraße, Bödickersteig, Grammestraße, Wattstraße und Rohrdamm. Ab 1909 kamen weitere Straßen um den Jugendweg bis zum (1848 begonnenen) Hohenzollernkanal hinzu. 1905 befestigte Siemens auf Spandauer Gebiet den Nonnendamm, den die einstigen Besitzer dieser Gegend – die „jungfräulichen“ Nonnen des Spandauer Benediktinerinnen-Klosters St. Marien – seit dem Jahr 1239 angelegt hatten, um zu ihren Ländereien in Moabit, Charlottenburg, Wedding zu gelangen (daher die Namensgebung Jungfernheide, Jungfernheideweg, Jungfernsteig, Nonnendamm, Nonnendammallee). Die Straßennamenendungen „…damm“, „…weg“, „…steig“ weisen auf die ehemals unwegsame Gegend hin. Bis zur Anlage der Nonnendammallee (ab 1906) und des Siemensdamms (ab 1913) in Breiten von 49 Metern war er die „überregionale“ Straßenverbindung der Siemensstadt mit den Nachbarorten geschaffen. Die im Auftrag von Siemens tätige Märkische Bodengesellschaft erschloss das von der Firma zur Verfügung gestellte Areal und begann, mit freien Architekten und Baumeistern im Herbst 1904 mit dem Bau erster Wohnblöcke zwischen Ohmstraße, Hefnersteig und Reisstraße. Am 1. April 1905 waren an der Ohmstraße die ersten Mietshäuser bezugsfertig – knapp zehn Jahre später war auch die nördlich gegenüberliegende noch intakte Naturlandschaft bis auf wenige Reste verschwunden.

### Ortsteilgrenze
Im Osten verläuft die Ortsteilgrenze zu Charlottenburg-Nord am Nonnendamm. Am Nikolaus-Groß-Weg (ohne das Straßenland) zum Siemensdamm (einschließlich Straßenland) führt die Grenze entlang der stillgelegten Siemensbahn, an der Westseite des Jungfernheidewegs und der Mäckeritzbrücke liegt sie am Nordufer des Berlin-Spandauer Schifffahrtskanals, früher als Hohenzollernkanal bezeichnet, wo der Ortsteil Tegel benachbart ist. Vor dem Saatwinkler Steg weicht die Grenze ab hier zu Haselhorst nach Süden ab, verläuft auf der Mitte des alten Berlin-Spandauer Schifffahrtskanals und schließt das Quartier Gartenfeld ein. Von der Gartenfelder Brücke schließen die Gartenfelder und Paulsternstraße am Ostrand (Straßenland liegt im Nachbarortsteil) bis (unter Ausschluss der) Nonnendammallee und (im Winkel) unter Einschluss der Boltonstraße bis Großer Spreering (eine Werksstraße) und weiter in der Mitte der Alten Spree an. An deren Zusammentreffen mit der Spree liegt Spandau und der Grenzverlauf liegt bis zum Wechsel zwischen dem Bezirk Spandau und Charlottenburg-Wilmersdorf als Ortsteilgrenze in Flussmitte und als Bezirksgrenze dann wieder am Südufer der Spree, sodass hier die Spree zum Ortsteil Siemensstadt gehört. Die Grenze zwischen Spandau und Charlottenburg wurde 1938 von der südlichen Führung ab Bahnstrecke vom Siemensdamm am (ehemaligen) Bahnhof Wernerwerk an Mäckeritzstraße, Quellweg, Jungfernheidesteig zu der Führung nordöstlich der Bahnstrecke zwischen Siemensdamm und Jungfernheideweg geändert.

## Übersicht der Straßen und Plätze
Die nachfolgende Tabelle gibt eine Übersicht über die vorhandenen Straßen und Plätze im Ortsteil sowie einige dazugehörige Informationen.
- Name/Lage: aktuelle Bezeichnung der Straße oder des Platzes. Über den Link Lage kann die Straße oder der Platz auf verschiedenen Kartendiensten angezeigt werden. Die Geoposition gibt die Lage der ungefähren Mitte der Straßenlänge an.
- Im amtlichen Straßenverzeichnis nicht aufgeführte Verkehrswege sind mit * gekennzeichnet.
- Ehemalige oder nicht mehr gültige Straßennamen sind kursiv gesetzt. Für bedeutende ehemalige Straßen oder historische Straßennamen ist gegebenenfalls eine gesonderte Liste vorhanden.
- Länge/Maße in Metern:
Die in der Übersicht enthaltenen Längenangaben sind  gerundete Übersichtswerte, die in Google Earth mit dem dortigen Maßstab ermittelt wurden. Sie dienen Vergleichszwecken und werden, sofern amtliche Werte bekannt sind, ausgetauscht und gesondert gekennzeichnet.
Bei Plätzen sind die Maße in der Form a × b für rechteckige Anlagen und für (ungefähr) dreieckige Anlagen als a × b × c mit a als längster Seite angegeben.
Sofern die Straße auch in benachbarte Ortsteile weiterführt, gibt der Zusatz ‚im Ortsteil‘ an, wie lang der Straßenabschnitt innerhalb des Ortsteils dieses Artikels ist.
- Namensherkunft: Ursprung oder Bezug des Namens.
- Anmerkungen: weitere Informationen über anliegende Baudenkmale oder Institutionen, die Geschichte der Straße und historische Bezeichnungen.
- Bild: Foto der Straße oder eines anliegenden Objektes.

| Name/Lage                    | Länge/Maße (in Metern)   | Namensherkunft | Datum der Benennung | Anmerkungen | Bild |
| ---------------------------- | ------------------------ | --- | ------------------- | --- | --- |
| Am Laubwald (Lage)           | 0100                     | laubbaumbewachsenes Waldgelände der Jungfernheide | 1. Juni 1968        | Die Straße geht von der Straße Im Heidewinkel als Sackgasse ab. Der Hausnummernverlauf folgt dem Prinzip der Orientierungsnummerierung und umfasst den Bereich 1–12. | Berlin-Siemensstadt Am Laubwald |
| Bödikersteig (Lage)          | 0150                     | Tonio Bödiker (1843–1907), preußischer Beamter und Vorstandsvorsitzender der Siemens & Halske AG                                                                       | 16. Apr. 1909       | Die Straße, nach Bebauungsplan 1905 als Straße 2a in der Kolonie Nonnendamm angelegt, erhielt auf Beschluss des Spandauer Magistrats ihren Namen. Im Adressbuch von 1912 ist der Bödikersteig mit den Grundstücken 1–11 genannt, wobei auf Nr. 7 ein Neubau verzeichnet ist. Im Jahr 1918 sind alle elf Grundstücke bebaut. Der Bödikersteig verbindet Wernerwerkdamm und Nonnendammallee. | |
| Boltonstraße (Lage)          | 0290 (im Ortsteil)       | Werner von Bolton (1868–1912), Chemiker und Mitarbeiter der Siemens & Halske AG                                                                                        | 15. Okt. 2003       | Die Straße liegt zwischen Nonnendammallee und Otternbuchtstraße und ist ein viel befahrener Industrie-Zubringer, insbesondere für das Heizkraftwerk Reuter und Reuter-West. Sie war vor der Benennung der westliche Abschnitt der Motardstraße. Das Grundstück 11 an der Nordseite und das Straßenland liegen im Ortsteil. Die Parzelle 15 auf der Südseite der Straße ab Großer Spreering einschließlich dessen Straßenland liegt in Haselhorst. | |
| Buolstraße (Lage)            | 0140                     | Heinrich von Buol (1880–1945), Vorstandsvorsitzender der Siemens & Halske AG                                                                                           | 17. März 1955       | Die Buolstraße geht vom Rohrdamm ab und ist jenseits des Janischwegs eine Sackgasse. Die Straße in der Siedlung Rohrdamm-West wurde 1953 auf einem nach dem Zweiten Weltkrieg teilweise abgeholzten Waldgelände der damals hier bestehenden Jungfernheide angelegt. | Berlin-Siemensstadt Buolstraße Sportzentrum |
| Dihlmannstraße (Lage)        | 0530                     | Carl Dihlmann (1857–1920), Ingenieur und Vorstandsmitglied der Siemens-Schuckertwerke                                                                                  | 16. Jan. 1923       | Die ruhige Wohnstraße mit Mehrfamilienhäusern in der denkmalgeschützten Siemens-Siedlung liegt zwischen der Straße Im Heidewinkel und dem Rohrdamm und ist in dieser Richtung eine Einbahnstraße. Sie wurde 1922 als Straße F angelegt. An der Südseite grenzt die schmale Straße direkt an den Wilhelm-von-Siemens-Park. Die Straßenbenennung ehrt den Unternehmer und Ingenieur Carl Dihlmann, der maßgeblich an der Planung und am Bau von Großkraftwerken beteiligt war. | Berlin-Siemensstadt Dihlmannstraße |
| Elsa-Neumann-Straße (Lage)   | 0480                     | Elsa Neumann, deutsche Physikerin (1872–1902) | 10. Dez. 2022       | Die Privatstraße erschließt die Neubausiedlung Halske Sommergärten und zweigt vom Saatwinkler Damm ab. | |
| Gartenfelder Straße (Lage)   | 0910 (im Ortsteil)       | Gartenfeld, ehemaliges Gut, in dessen Richtung die Straße verlief | 14. Okt. 1910       | Die Straße verläuft von der Tegeler Brücke über den Berlin-Spandauer Schiffahrtskanal bis zur Daumstraße in Haselhorst. Im Ortsteil liegt sie zwischen den beiden Kanalbrücken und südlich der Gartenfelder Brücke mit dem östlichen Grundstücksbereich. Der westliche Abschnitt und das Straßenland südlich vom Alten Kanal gehören zu Haselhorst. Der Hausnummernverlauf folgt dem Prinzip der Orientierungsnummerierung und umfasst im Ortsteil die Parzellen 1–37a und 41–59b (ungerade). Am 14. Oktober 1910 beschloss der Spandauer Magistrat, den Teil der Berliner Chaussee, der vom Nonnendamm durch fiskalisches Gelände des Militärs in Haselhorst bis zur damaligen Stadtkreisgrenze verlief, in Gartenfelder Straße umzubenennen. Nach der Bildung der Stadtgemeinde Berlin wurde der im Norden anschließende Teil der Bernauer Straße zwischen dem Alten Berlin-Spandauer Schifffahrtskanal und der neuen Bezirksgrenze am 23. Juni 1924 in die Gartenfelder Straße einbezogen. | Metallwerk Gartenfeld · Ehemaliger Bahnhof Gartenfeld                                                                                            |
| Goebelstraße (Lage)          | 0290 (im Ortsteil)       | Heinrich Göbel (1818–1893), US-amerikanischer Feinmechaniker und Erfinder                                                                                              | 15. Dez. 1930       | Der Verkehrsweg entstand aus den gemäß Bebauungsplan trassierten Straße 4 und Straße 85 in der Großsiedlung Siemensstadt. Die Straße liegt zwischen Jungfernheideweg und Lenther Steig, über letzteren geht sie bis zum Siemensstadion weiter. Sie ist eine ruhige Wohnstraße mit Mehrfamilienhäusern. Der Hausnummernverlauf folgt dem Prinzip der Orientierungsnummerierung und umfasst im Ortsteil die Parzellen 117–151 (ungerade) sowie 120–150 (gerade). Der östliche Abschnitt der Straße liegt in Charlottenburg-Nord. In der Straße stehen die St.-Joseph-Kirche und das Eduard-Willis-Haus, ein ehemaliges Erholungsheim für Mädchen der Siemenswerke. | Berlin-Siemensstadt Goebelstraße St. Joseph-Kirche                                                                                               |
| Grammestraße (Lage)          | 0260                     | Zénobe Gramme (1826–1901), belgischer Elektroingenieur und Erfinder | 17. Sep. 1938       | Die Straße, gemäß Bebauungsplan 1905 in der damals neu errichteten Wohnsiedlung Nonnendamm als Straße 1a trassiert, verlief zwischen Nonnendamm und einer projektierten Straße mit dem Kühne'schen Haus und Baustellen. Sie lag zwischen Straße 1 und Brunnenstraße. Der Verkehrsweg erhielt am 14. Oktober 1910 die Bezeichnung Hertzstraße. Unter diesem Namen ist sie im Adressbuch von 1918 für Siemensstadt zwischen Siemensstraße und Nonnendammallee mit den Grundstücken 1–15 mit Mehrfamilienhäusern bebaut aufgeführt. Da Hertz Jude war, wurde die Straße während der NS-Zeit im Jahr 1938 umbenannt und bekam den Namen Grammestraße. Den Nazis war dabei wohl nicht geläufig, dass Gramme ebenfalls einer jüdischen Familie entstammte. Die Grammestraße liegt zwischen Wernerwerkdamm und Jugendweg. Der Hausnummernverlauf folgt dem Prinzip der Hufeisennummerierung. | |
| Halskesteig (Lage)           | 0090                     | Johann Georg Halske (1814–1890), Mitgründer der Siemens & Halske AG | 20. Sep. 1914       | Die Straße liegt zwischen Grammestraße und Quellweg. Angelegt wurde sie 1906 in der damals neu errichteten Wohnsiedlung Nonnendamm. Im Adressbuch des Jahres 1918 sind vier Mehrfamilienhäuser und zwei Baustellen zwischen Hertz- und Brunnenstraße aufgeführt. Die ersten Wohnungsbauten in Massivbauweise entstanden in der Siedlung bereits ab 1908. | |
| Harriesstraße (Lage)         | 0250                     | Carl Dietrich Harries (1866–1923), Chemiker und leitender Mitarbeiter der Siemens & Halske AG                                                                          | 18. Aug. 1926       | Die im Jahr der Benennung angelegte Straße liegt zwischen Rieppelstraße und Rohrdamm. Der Hausnummernverlauf folgt dem Prinzip der Orientierungsnummerierung. Die ruhige Wohnstraße mit Mehrfamilienhäusern befindet sich in der denkmalgeschützten Siemens-Siedlung. Hier gibt es große Innenhöfe mit Gemeinschaftsflächen, die frei zugänglich sind, einige Bewohner haben auch einen eigenen Garten. Gegenüber der Einmündung der Rapsstraße weitet sich die Harriesstraße zu einem kleinen Platz, auf dem der Genovevabrunnen steht. | Berlin-Siemensstadt Harriesstraße Genovefabrunnen                                                                                                |
| Hefnersteig (Lage)           | 0170                     | Friedrich von Hefner-Alteneck (1845–1904), Elektrotechnik-Konstrukteur und Erfinder                                                                                    | 1904                | In dieser Straße wurde Ende 1903 mit dem Bau der ersten Wohnhäuser in Siemensstadt begonnen. Sie ist im Adressbuch 1911<name="adressbuch1911"/> unter „Vororte – Kolonie Nonnendamm“ zwischen Siemensstraße und Nonnendamm aufgeführt und für die 13 Grundstücke sind elf Mehrparteienhäuser mit ihren Bewohnern – Fabrikarbeiter, Handwerker und Werkmeister – angegeben. Die Straße liegt zwischen Wernerwerk- und Siemensdamm. | |
| Heinrich-Hertz-Straße (Lage) | 0370                     | Heinrich Hertz, deutscher Physiker (1857–1894) | 10. Dez. 2022       | Die Privatstraße erschließt die Neubausiedlung Halske Sommergärten und zweigt vom Saatwinkler Damm ab. | |
| Im Eichengrund (Lage)        | 0290                     | eichenbewachsenes Waldgebiet der Jungfernheide | 30. Jan. 1933       | Der Verkehrsweg in der denkmalgeschützten Siemens-Eigenheimsiedlung ist ein Verbindungsweg zwischen Dihlmannstraße und Im Heidewinkel. Es ist die einzige Straße in Berlin, die niemandem gehört. Der Hausnummernverlauf folgt dem Prinzip der Orientierungsnummerierung mit den Grundstücken 4–38 (gerade) und 5–41 (ungerade). Die Namenswahl wird durch mitten auf dem Weg stehende alte Eichen bestätigt. Im Eichengrund ist nicht durchgängig für den Kraftfahrzeugverkehr geeignet. Nach dem RBS (regionals Bezugssystem) besitzt Im Eichengrund die Straßennummer 2156 und gehört zur RBS-Klasse STRA (Instandhaltung gehört zum Straßenamt), zur StEP-Klasse V (sonstige), zur Okstra-Klasse F (Fußweg, mithin keine Gemeindestraße) und ist in beiden Richtungen befahrbar. Die amtliche Länge beträgt 294,97 m. | Berlin-Siemensstadt Im Eichengrund |
| Im Heidewinkel (Lage)        | 0360 + 200               | Lage am Rand der Jungfernheide | 30. Jan. 1933       | Die baumbestandene zweispurige Straße mit beidseitigem Gehweg liegt T-förmig zwischen Dihlmann- und Rieppelstraße. Der Hausnummernverlauf folgt dem Prinzip der Orientierungsnummerierung mit den Grundstücken 2–38c (gerade) und 3–37 (ungerade). Die kleine ruhige Wohnstraße ist mit Kopfsteinpflaster befestigt und mit Ein- und Zweifamilienhäusern bebaut. In der denkmalgeschützten Siemens-Eigenheimsiedlung gehört sie zu einem Einbahnstraßensystem. | Berlin-Siemensstadt Im Heidewinkel |
| Janischweg (Lage)            | 0400                     | Karl Janisch (1870–1946), Maschinenbau-Ingenieur, Regierungsbaumeister und Industrie-Manager                                                                           | 29. März 1955       | Die Straße liegt zwischen Straße am Schaltwerk und Buolstraße. Sie wurde ab 1953 in der neu errichteten Siedlung Rohrdamm-West auf einem nach dem Zweiten Weltkrieg teilweise abgeholzten Waldgelände der damals noch bestehenden Jungfernheide angelegt. Die Grundstücke Janischweg 2–16 (gerade) und 3–27 (ungerade) folgen dem Prinzip der Orientierungsnummerierung und sind mit vier- und sechsgeschossigen Mehrparteienhäuser bebaut, die auf der Westseite parallel und auf der Ostseite schräg zur Straße stehen. | Berlin-Siemensstadt Janischweg |
| Jugendplatz (Lage)           | 0080 × 60 (Dreiecksform) | Johanna-von-Siemens-Kinderheim | 31. Juli 1947       | Der kleine dreieckige Platz mit einem Brunnen in der Mitte liegt am Quellweg, von Westen mündet der Jugendweg und die Nordostflanke deckt die Mäckeritzstraße. Der Platz ist von Altbauten und einem Scharoun-Bau an der Mäckeritzstraße umgeben, Ruhebänke, ein kleiner Spielplatz und Skulpturen prägen den baumbestandenen Platz. Als Platz B nach Bebauungsplan angelegt und im Alltag als Schulplatz bezeichnet, erhielt er am 25. August 1939 den Namen Bornmüllerplatz. Nach dem Krieg erfuhr der Platz eine weitere Umbenennung. Von 1919 bis 1936 befand sich auf dem Jugendplatz eine umgebaute Holzbaracke, die der katholischen Gemeinde von Siemensstadt bis zur Fertigstellung der Christophorus-Kirche 1935 als Gotteshaus diente. Am Rande des Platzes, unmittelbar am Jugendweg, steht die einzige öffentliche Toilette in Siemensstadt; nach dem Sprachgebrauch der Berliner Straßenreinigung ist sie eine „oberirdische Vollanstalt mit Waschmöglichkeit“. | |
| Jugendweg (Lage)             | 0420                     | Johanna-von-Siemens-Kinderheim | 31. Juli 1947       | Der Jugendweg ist eine dreispurige gepflasterte Straße mit Bäumen und Fußwegen auf beiden Seiten und liegt zwischen Rohrdamm und Mäckeritzstraße sowie am Jugendplatz. Die Straße wurde 1909 angelegt und zunächst nach der an ihr gelegenen ersten Siemensstädter Schule Schulstraße genannt. Im Adressbuch von 1911 ist die Schulstraße zwischen Rohrdamm und Brunnenstraße mit Kirche und Schule aufgeführt. Zwischen einer Projektierten Straße und dem Rohrdamm sind auf der anderen Straßenseite zwei Neubauten (die noch dem Baugeschäft gehörten) und Baustellen angegeben. Im Jahr 1918 verlief die Schulstraße, inzwischen auf den Parzellen 1–9a bebaut, zwischen Rohrdamm und Gemarkung Charlottenburg über Kapellensteig, Hertzstraße und Brunnenstraße hinweg. Auf der gegenüberliegenden Straßenseite ist unter den Hausnummern 10–14 das Kinderheim der Diakonie auf Grundstücken der Siemens-Schuckert Akt.G. und Siemens & Halske Akt.G. vermerkt, auf den Parzellen 15/16 die Schule und auf dem Grundstück 17 am Rohrdamm die Kirche. Das Kinderheim besteht bis heute fort und wird vom CJD betrieben. Am 25. August 1939 erhielt diese Straße den Namen Bornmüllerstraße. Als 1947 Straßennamen im Rahmen der Entnazifizierung bewertet und geändert wurden, erfolgte die Namenswahl mit Bezug zum Kinderheim an dieser Straße als Jugendweg. | |
| Jungfernheideweg (Lage)      | 1370 (im Ortsteil)       | anliegend an der Jungfernheide | 23. Jan. 1931       | Der Jungfernheideweg verläuft zwischen Siemensdamm und Saatwinkler Damm. Nördlich der Siemensbahn liegt das Straßenland, die östliche Straßenseite gehört zu Charlottenburg-Nord. Der Hausnummernverlauf folgt dem Prinzip der Orientierungsnummerierung mit den Grundstücken 1–79 (ungerade) und 4–14 (gerade) im Ortsteil. Zwischen Saatwinkler Damm und Heckerdamm führt der Weg durch den Volkspark Jungfernheide und nach Süden folgt eine ruhige Wohnstraße mit wenig Autoverkehr, bebaut mit Mehrfamilienhäusern aus den späten 1920er Jahren. Die Straße war bis zu ihrer Anlage im Jahr 1929 im Rahmen der Errichtung der Großsiedlung Siemensstadt ein teilweise befestigter Weg, der als Straße 80 in die Jungfernheide führte. Die noch nicht ausgebaute Verlängerung durch den Volkspark Jungfernheide zum Saatwinkler Damm war unter Einheimischen vor 1931 als Onkel-Franz-Weg bekannt. Die Bezeichnung Jungfernheide geht auf das Kloster der Benediktinerinnen in Spandau und deren keusche Lebensweise zurück. Bis 1938 gehörte das von dem fast sechs Meter breiten Jungfernheideweg durchzogene Gelände gänzlich zu Charlottenburg. Mit der damaligen Verwaltungsreform gelangte das gesamte Straßenland und das bebaute Gelände bis auf den westlichen Bürgersteig zwischen Saatwinkler Damm und der Überführung der Siemensbahn zu Teilen nach Spandau und Charlottenburg-Wilmersdorf, es gehört somit nicht zum Ortsteil. Von 1930 bis 1960 wohnte im Haus Nr. 4 (drittes Geschoss) der Architekt und Stadtplaner Hans Scharoun, der die beiden Bauteile westlich und östlich zum vorderen Straßenabschnitt sowie teilweise an der Mäckeritzstraße im Rahmen der Großsiedlung konzipierte. | |
| Jungfernsteig Lage           | 060                      | Bezug zur Jungfernheide | 1911                | Die Straße wurde 1909 im früheren Waldgebiet der Jungfernheide angelegt. Der Jungfernsteig ist erstmals im Adressbuch von 1912 unter „Kolonie Nonnendamm“ zwischen Rohrdamm und Kapellensteig aufgeführt, die Mehrparteienhäuser (15 Mieter) auf den Grundstücken 1 und 2 sind auch als Nonnendamm 100 und 99 vermerkt. Gegenüberliegend gab es im gleichen Jahr einen Neubau (Nummer 3), eine Baustelle (Nummer 4) und ein Mehrparteienhaus (Nummer 5). Weitere Bebauungen erfolgten bis heute nicht. | |
| Kapellensteig Lage           | 0100                     | Wichernkapelle, am nördlichen Ende der Straße | 29. Dez. 1910       | Die Straße wurde 1909 mit dem Bau der damaligen Spandauer Gemeindeschule (aktuell Robert-Reinick-Grundschule; Jugendweg 15/16) angelegt und erhielt ihren Namen nach der am nördlichen Ende gegenüber der Schule zwischen 1908 und 1932 errichteten Fachwerkkapelle der evangelischen Gemeinde Siemensstadt. Im Adressbuch von 1912 ist der Kapellensteig ab Nonnendamm mit Neubau, Baustelle, Voß'schem Haus an der Schulstraße, auf der anderen Seite mit Rodemann'sches Haus, Rudat'sches Haus (Nonnendamm 99) am Jungfernsteig sowie Baustelle und einem Neubau der Charlottenburger Baugenossenschaft enthalten. Der Kapellensteig umfasst die Grundstücke 1–6 und liegt zwischen Nonnendammallee und Jugendweg. | |
| Köttgenstraße (Lage)         | 0140                     | Carl Köttgen (1871–1951), Ingenieur, Vorstandsvorsitzender der Siemens & Halske AG                                                                                     | 12. Juli 1954       | Die Köttgenstraße liegt zwischen Rohrdamm und Janischweg und umfasst die Grundstücke 1–11. Die Wohnhäuser in dieser Straße sind verschieden ausgerichtet: der viergeschossige Häuserblock Köttgenstraße 1–3 liegt nach Süd westlich einer Grünfläche am Rohrdamm entlang, der Block 4–7 in traditioneller Lage an der Südseite der Köttgenstraße und der Block 8–11 nordwärts von der Straße weg. Mit den Häuserblöcken am Rohrdamm und der Buolstraße entsteht eine Grünfläche als Innenhof. Sie wurde 1953 in der Siedlung Rohrdamm-West auf einem nach dem Zweiten Weltkrieg in den kalten Nachkriegswintern Ende der 1940er Jahre teilweise abgeholzten Waldgelände des damals noch bestehenden Abschnitts der Jungfernheide angelegt. | Berlin-Siemensstadt Köttgenstraße |
| Kroppenstedtweg (Lage)       | 0300                     | Heinrich Kroppenstedt (1884–1958), Pfarrer und in der NS-Zeit Mitglied der Bekennenden Kirche                                                                          | 30. Okt. 1966       | Der Kroppenstedtweg ist ein Fußweg durch den Wilhelm-von-Siemens-Park und liegt zwischen Schuckertdamm und Dihlmannstraße, er wird amtlich als Straße klassifiziert. Die Straße wurde 1926 durch ehemals unwegsames Gelände des „Dauerwaldes“ angelegt. An der Ecke Schuckertdamm 338 befindet sich das einzige zugeordnete Grundstück Nr. 5, das mit den Häusern Schuckertdamm 336–340a zum Christophorus-Gemeindehaus gehört. | Berlin-Siemensstadt Kroppenstedtweg |
| Lenther Steig (Lage)         | 0370                     | Lenthe, seit 1971 Teil der Stadt Gehrden, Region Hannover. Werner von Siemens, Sohn des Gutspächters Christian Ferdinand Siemens, lebte als Kind im Obergut in Lenthe. | 23. Nov. 1931       | Der Steig, ursprünglich Straße 3 und Straße 90 des Bebauungsplans, verband die Schulstraße und die Stichbahn nach Gartenfeld mit dem Kinderheim und dem Arbeiterinnenheim. Beide Straßenabschnitte wurden 1928 anlässlich der Errichtung des „Klubhauses Siemens“ zusammen befestigt. Der Lenther Steig ist eine ruhige denkmalgeschützte Wohnstraße mit Mehrfamilienhäusern. An der Ecke Goebelstraße steht das Eduard-Willis-Haus (ehemals ein Erholungsheim für Mädchen der Siemenswerke) und am südlichen Ende befindet sich das frühere Siemens Kinderheim. | |
| Mäckeritzstraße (Lage)       | 0230                     | Mäckeritzgraben, Wassergraben, der früher zur Entwässerung der Feuchtwiesen diente                                                                                     | 1910                | Die Straße liegt zwischen Jungfernheideweg und Jugendplatz (Quell-/ Jugendweg) und wurde 1910 angelegt. Im Adressbuch von 1918 ist sie für Siemensstadt zwischen Schulstraße und Nonnendammallee (Gemarkung Charlottenburg) mit fünf Mehrparteienhäusern der „Charlottenburger Baugenoss. e.G.m.b.H.“ aufgeführt. Bis zum Jahre 1938 verlief die Bezirksgrenze (Spandau/Charlottenburg) parallel zur Mäckeritzstraße. Der Hausnummernverlauf folgt dem Prinzip der Orientierungsnummerierung mit den Grundstücken 1–11 (ungerade) und 6–22 (gerade). Die Gebäude südöstlich an der Mäckeritzstraße gehören zum Ehrenhof an der Nonnendammallee 92/93 der hier ab 1909 weitergeführten Siedlung Nonnendamm. Die gegenüberliegende Straßenseite gehört zur Großsiedlung Siemensstadt mit einer Zeile von Hans Scharoun aus den Jahren 1929/1930. „Mäckeritz“ kann auf den früheren Sprachgebrauch für feuchte Wiesen oder von Mäcker für kleine Kräuter abgeleitet sein. Der Straßenname war ursprünglich weiter nach Norden genutzt. | Berlin-Siemensstadt Mäckeritzstraße · Berlin-Siemensstadt Mäckeritzstraße                                                                        |
| Motardstraße (Lage)          | 1260                     | Adolphe Motard, Gründer der Stearinwerke A. Motard & Co. in Sternfeld                                                                                                  | 1907                | Die Straße liegt zwischen Rohrdamm und Otternbuchtstraße. Die östlichen 200 Meter ab Rohrdamm folgen dem Weg zur 1874 errichteten Fabrik in Sternfeld, der sich anschließende Straßenteil wurde 1906 zur Erschließung des damaligen Automobilwerks, des Dynamowerks und der Eisengießerei der Firma Siemens neu trassiert. Der Hausnummernverlauf folgt dem Prinzip der Orientierungsnummerierung mit Motardstraße 35, 63, 79, 101, 101a, 103 (ungerade) und 54, 74, 90–98 (gerade). Am Westende biegt die Straße nach Südwest zur Otternbuchtstraße ab, der vormalige Straßenverlauf nach Nordwest ist ausgesetzt und wurde jenseits der Otternbuchtstraße in Boltonstraße benannt. Auf der so entstandenen Dreieckfläche (Motardstraße 94/98) liegt ein Parkplatz für Werksangehörige. An der Südseite der Motardstraße zwischen Rohrdamm, Spree, Fauler Spree und Sternfelder Straße befindet sich das Gelände des 2002 stillgelegten Wasserwerks Jungfernheide. Südlich der Motardstraße wurde 1965 das erste Autokino in West-Berlin eingerichtet, das bis in die 1980er Jahre betrieben wurde. Nahe der Otternbuchtstraße auf den Grundstücken 101–103 stand von 1995 bis 2017 ein Ausländer- und Flüchtlingswohnheim der Arbeiterwohlfahrt. Im Adressbuch von 1911 ist die Motardstraße zwischen Reis-, Volta- und Brunnenstraße, Rohrdamm, Siemens-Schuckertwerke, Gemarkung Sternfeld mit Baustellen angegeben, 1918 sind das Dynamowerk (zwischen Rohrdamm und Gemarkung Sternfeld) und das Wasserwerk (gehört zu Rohrdamm) benannt. Für 1927 ist die Motardstraße zwischen Rohrdamm und Gemarkung Sternfeld mit dem Wasserwerk, dem Dynamowerk, der Eisengießerei bis zum Lagerplatz von Siemens & Halske aufgeführt. 1943 ist die Motardstraße (linke Seite = Süd) mit Rohrdamm, 1–21 und 23–27 Wasserwerk Jungfernheide, 29–35 Lagerplätze, 37 TH zu Berlin (Maschinenwesen beim Baubetrieb), 39–59 Wasserwerk, 63–79 Verwaltungsgebäude der Fa. A. Motard&Co. und „Weiße Villa“, 81–125 Fabrikgelände der „Osram G.m.b.H. Komm.Ges.“, Otternbuchtstraße, 147–157 Motard'sches Haus bis Nonnendammallee angegeben. Auf der rechten Seite (Nord) befanden sich: 2–52 (zur Nonnendammallee) das Dynamowerk, 54–92 die Eisengießerei, (projektierte) Grenzstraße, Parzelle 94–102 Villa Motard und 104–126 im Eigentum von Osram, Otternbuchtstraße, 128–146 Schützenhaus, 148–156 Gärten bis Nonnendammallee. | Berlin-Siemensstadt Motardstraße Asylbewerberheim · Berlin-Siemensstadt Motardstraße Wasserwerk · Berlin-Siemensstadt Motardstraße Fernmeldemast |
| Natalissteig (Lage)          | 0220                     | Hugo Natalis (1860–1924), Vorstandsmitglied und kaufmännischer Leiter der Siemens-Schuckertwerke                                                                       | 23. Nov. 1931       | Die Straße liegt zwischen Goebelstraße und Schuckertdamm. Der Hausnummernverlauf folgt dem Prinzip der Orientierungsnummerierung. Die Privatstraße 5 des Bebauungsplans wurde ab 1930 in der „Siedlung Heimat“ befestigt und trug kurzzeitig den Namen Frischensteig. Die schmale Wohnstraße mit Mehrfamilienhäusern liegt in der denkmalgeschützten Siemens-Siedlung, an der Ecke Goebelstraße steht die katholische St. Josephs-Kirche. | |
| Nikolaus-Groß-Weg (Lage)     | 0270 (im Ortsteil)       | Nikolaus Groß (1898–1945), Gewerkschafter und Widerstandskämpfer gegen das NS-Regime                                                                                   | 30. Juni 1966       | Der Nikolaus-Groß-Weg liegt zwischen Siemens- und Nonnendamm, zum Ortsteil gehört das Grundstück Nr. 1 „Siemens Werk für Übertragungssysteme“. Das Straßenland und die östliche Straßenseite gehören zu Charlottenburg-Nord, für die dort vorhandene Hauptfeuerwache wurde die Straße 1960 als Anliegerstraße trassiert. Sie erschließt Kleingärten und Firmengelände in Charlottenburg. | Berlin-Siemensstadt Nikolaus-Groß-Weg |
| Nonnendamm (Lage)            | 0100 (im Ortsteil)       | bezieht sich auf die Nonnen des 1239 gestifteten Benediktinerinnenklosters in Spandau                                                                                  | vor 1300            | Der östliche Abschnitt des Nonnendamms verläuft in Charlottenburg-Nord und Charlottenburg über die Schleuseninsel zwischen Alter und Neuer Schleuse. Der größte Teil (950 Meter) des westlichen Abschnitts des Nonnendamms, vom Übergang Nonnendammallee/Siemensdamm verlief bis zu seiner Entwidmung am 1. November 1960 über das Siemens-Werksgelände, ursprünglich an der Grenze zwischen der Stadt Charlottenburg und der Stadt Spandau. Nonnendamm war im engeren Sinn der Name des Abschnitts südlich der Nonnenwiesen. Seit dem 13. Jahrhundert bestand ein Verbindungsweg zwischen Berlin und Spandau, der Teil des Verkehrswegs (Bistums- und Fernhandelsstraße) zwischen Magdeburg und dem Wallfahrtsort Gnesen. Bei Paulstern verlief diese Straße an den Weißen Sandbergen vorbei und am Südrand der Jungfernheide zwischen den Nonnenwiesen und dem Hühner-Werder. Der Name des (Charlottenburger) Nonnendamms führte mit dem Ausbau des unbefestigten Wegs ab 1906 zur Anbindung der Siemenswerke von Spandau her zur Nonnendammallee. Im Adressbuch 1911 ist der Nonnendamm in der „Kolonie Nonnendamm“ von der Gemarkung Sternfeld (Siemens=Schuckert=Werke) über Rohrdamm, Straße 1, Straße 1a, Brunnenstraße, Straße 2a, Voltastraße, Märkischer Steig, Reisstraße, Hefnersteig, Ohmstraße, Siemensstraße, Gemarkung Charlottenburg und zurück Brunnenstraße, projektierte Straße, Rohrdamm, Gemarkung Haselhorst aufgeführt. 1905 befestigte Spandau ein Teilstück des Nonnendamms, Straße 45, mit einer 5,5 m breiten Kopfsteinpflasterdecke, das im östlichen Bereich teilweise noch vorhanden ist. Im Jahr 1906 versah Siemens den durch das Grundstück verlaufenden Abschnitt, Straße 43 (ab 1925 Holtzdamm, seit 1961 Popitzweg), mit einer Betonfahrbahn. Bis 1925 führte der Nonnendamm diagonal über das Gelände des Wernerwerk-Hochhauses und mündete an der Ohmstraße in den Siemensdamm (das umbenannte Stück der Nonnendammallee). Erst 1938 wurde hier die Bezirksgrenze von Spandau und Charlottenburg geändert. Am 1. November 1960 wurde das so im Ortsteil auf dem Werksgelände der Firma Siemens verlaufende Teilstück des Nonnendamms bis zum Nikolaus-Groß-Weg entwidmet. Im Ortsteil verblieben nur die 100 Meter westlich des Nikolaus-Groß-Wegs mit den Gebäuden auf den Grundstücken 37, 39 und ggü. 40. Auf der Karte von 1932 ist der (gesamte) Nonnendamm vom Bahnhof Wernerwerk im Anschluss an die Siemensstraße auf der Grenze der Verwaltungsbezirke Charlottenburg und Spandau entlang an die Spree verzeichnet, zu diesem Zeitpunkt gab es den Westhafenkanal noch nicht. Die gleiche Lage besteht 1954, da der Kanal noch nicht durchgehend fertiggestellt ist. | Nonnendamm zum Siemens-Werksgelände |
| Nonnendammallee (Lage)       | 1640 (im Ortsteil)       | Nonnen des 1239 gestifteten Benediktinerinnenklosters in Spandau | 2. Apr. 1914        | Die Straße liegt zwischen Daumstraße und Jungfernheideweg, im Ortsteil zwischen Paulsternstraße und Jungfernheideweg, nach Westen geht sie in Haselhorst weiter und nach Osten wird die Allee innerhalb des Ortsteils im Siemensdamm fortgesetzt. Der Hausnummernverlauf folgt dem Prinzip der Hufeisennummerierung, im Ortsteil liegen Nonnendammallee 41, 42, 44–72 und 80–121 (fortlaufend). Vor dem Ausbau als Allee im Jahre 1914 war es der Nonnendamm, der seit dem Mittelalter der Verbindungsweg zwischen Berlin und Spandau und ein Teil des alten Handelswegs zwischen Magdeburg und Polen war. Die breite Hauptverkehrsstraße besitzt als Magistrale von Charlottenburg nach Spandau teilweise vier Fahrspuren in jeder Richtung. Er kann von Fußgängern wegen des dichten Verkehrs nur an den Ampeln zu überquert werden. Am östlichen Ende stehen einige Wohnhäuser mit kleinen Ladengeschäften, vom Rohrdamm westwärts folgt Industriebebauung. Die Firma „Siemens“ mit den zahlreichen Tochterfirmen ist der bedeutendste Anlieger der Straße. Bis zur Anlage der Nonnendammallee, einem Teilstück des Nonnendammes, ab dem Jahre 1906, sowie dem Bau des Siemensdamms ab 1913 war die Verbindung zwischen Siemensstadt, sowie der Firma Siemens und Berlin der Nonnendamm. 1905 befestigte Spandau die Straße 45 (ein Teilstück des Nonnendamms) mit einem 5,5 m breiten Kopfsteinpflaster, das im östlichen Bereich bis heute teilweise noch vorhanden ist. Die Polizeiverwaltung Spandau sandte am 2. April 1914 ein Schreiben an den Magistrat, das der Nonnendamm nach seinem Ausbau auf dem damaligen Spandauer Gebiet bereits als Nonnendamm-Allee bezeichnet wird. 1906 versah Siemens die Straße 43 (Holtzdamm, heute Popitzweg) auf seinem Gelände mit einer Betonfahrbahn. Bis 1925 führte der Nonnendamm diagonal über das Gelände des Wernerwerk-Hochhauses und mündete an der Ohmstraße in den Siemensdamm. Auf der Nonnendammallee lag die Siemens-Güterbahn, deren Gleisbetten und installierte Oberleitungen für die Anlagen der elektrisch betriebenen Bahn 1985/1986 kurz vor der Umstellung auf Dieselbetrieb erneuert wurde. | Berlin-Siemensstadt Nonnendammallee Siemens Hauptverwaltung · Berlin-Siemensstadt Nonnendammallee Osram · Berlin-Siemensstadt Siemens-Ehrenmal   |
| Ohmstraße (Lage)             | 0160                     | Georg Simon Ohm (1789–1854), Physiker und Entdecker des Ohmschen Gesetzes                                                                                              | 1903                | Die Straße liegt zwischen Wernerwerk- und Siemensdamm. Sie gehört zu den ersten Straßen des Ortsteils, da sie bereits 1903 in 30 Meter Breite (heute noch 25 Meter) noch vor Errichtung der ersten Häuser der Siedlung Nonnendamm (ab 1905) angelegt wurde. Die Straße ist auf der westlichen Seite (Haus Nr. 4–9 fortlaufend) mit Wohnhäusern und teilweise Ladengeschäften bebaut und gegenüber befindet sich der Werkskomplex des Wernerwerk-Hochhauses der Firma Siemens. Im Erdgeschoss des Anfang 1905 fertiggestellten Hauses Ohmstraße 7 befand sich das Klassenzimmer, in dem in Siemensstadt der Schulunterricht begann, im Haus Ohmstraße 9 wurde im selben Jahr ein Kaiserliches Postamt eröffnet. | Berlin-Siemensstadt Ohmstraße |
| Otternbuchtstraße (Lage)     | 0910                     | Otternbucht, ehemalige Ausbuchtung der Spree | 13. Mai 1929        | Die Straße wurde schon 1866 als unbefestigter Separationsweg in den Nonnenwiesen zur Erschließung der ersten Grundstücke angelegt. Sie liegt zwischen Nonnendammallee und Motardstraße mit den Grundstücken 10–22 (gerade) und 11, 29, 35, 37. Sie führt über die Motardstraße weiter nach Süden als Sackgasse zum Heizkraftwerk Reuter, wo sie ostwärts abbiegt. Sie erschließt an diesem Ende die „KGA Spreewiesen“. Ab 1900 wurde sie als Schwarzer Weg bezeichnet. Der heutige Straßenname geht auf eine bis 1885 vorhandene Ausbuchtung der Spree, die um 1930 zugeschüttet wurde und trotzdem nach früher hier lebenden Fischottern Otternbucht genannt wird. An der Ecke Nonnendammallee befanden sich die Festsäle Sternfeld und auf dem 1965 noch freien Eckgelände an der Motardstraße stand bis Mitte der 1980er Jahre das erste Autokino in West-Berlin. | Berlin-Siemensstadt Otternbuchtstraße · Berlin-Siemensstadt Otternburchtstraße Heizkraftwerk Reuter                                              |
| Paulsternstraße (Lage)       | 0650                     | Gasthaus Paulstern („Zum güldenen Stern“) des Besitzers Paul Stern | 13. Mai 1929        | Die Straße liegt zwischen Nonnendammallee und Gartenfelder Straße, wobei Straßenland und westliche Straßenseite zu Haselhorst gehören. Der Name „Paulstern“ war auf das gesamte Gelände südlich der Nonnendammallee, wo heute das Kraftwerk Reuter und Reuter-West stehen, übertragen worden. Der Hausnummernverlauf mit den Grundstücken 16–34 im Ortsteil folgt dem Prinzip der Orientierungsnummerierung. Dieser etwa ab 1900 Schwarzer Weg genannte fünf bis sechs Meter breite Weg wurde Anfang der 1970er Jahre als 36 Meter breite verkehrstüchtige Verbindungsstrecke mit Fußgänger- und Fahrradwegen zwischen Nonnendammallee und Gartenfelder Straße angelegt und ausgebaut um Haselhorst vom Durchgangsverkehr zu entlasten. An der Kreuzung Paulstern-/ Otternbuchtstraße und Nonnendammallee liegt der 1984 eröffnete Bahnhof Paulsternstraße der U-Bahn-Linie U7 nach Rathaus Spandau. Seit 1996 befindet sich im Ortsteil an der Paulsternstraße 34 der Feuerwehrstützpunkt Haselhorst. Auf der Paulsternstraße wurden 1985/1986 die Gleisbetten und Oberleitungen für die Anlagen der elektrisch betriebenen Siemens-Güterbahn erneuert, die kurz darauf auf Dieselbetrieb umgestellt wurde. | |
| Popitzweg (Lage)             | 0240 (im Ortsteil)       | Johannes Popitz (1884–1945), Jurist, Politiker und Widerstandskämpfer gegen das NS-Regime                                                                              | 13. Dez. 1961       | Der Popitzweg verläuft zwischen Heilmannring und Jungfernheideweg, östlich der stillgelegten Siemensbahn nach Gartenfeld liegt er in Charlottenburg-Nord. Der Hausnummernverlauf folgt dem Prinzip der Orientierungsnummerierung. Zum Ortsteil gehören Popitzweg 15–21 (ungerade) und 16–22 (gerade). Im Bebauungsplan wurde der Weg als Straße 43 trassiert und lag über die Bezirksgrenze hinweg, der Charlottenburger Abschnitt wurde am 4. Juli 1957 benannt und der Abschnitt im Ortsteil (Bezirk Spandau) folgte 1961. Die Trasse dieser Straße lag bis 1938 in Charlottenburg zwischen dem südlichen Plötzensee und dem Schnittpunkt Siemensdamm / Nonnendamm / Nonnendammallee. Der Weg erhielt am 27. Juni 1925 den Namen Holtzweg. Im Oktober 1963 wurde er mit weiteren Wegstrecken entwidmet, da er überbaut und verändert war. Verblieben von dieser (Nord-)Trasse zwischen den Siemenswerken und Berlin ist nur der Popitzweg. | |
| Quellweg (Lage)              | 0840                     | nahegelegene Mineralquelle „Fürstenbrunn“ (am Ruhwaldweg) | 9. Sep. 1931        | Der Quellweg liegt zwischen Schuckertdamm und Wernerwerkdamm. Die über das Siemens-Werksgelände führende südliche Fortsetzung bis zum Rohrdamm wurde 1972 entwidmet. Der Hausnummernverlauf folgt dem Prinzip der Orientierungsnummerierung. Nach der Anlage der Straße erhielt sie 1904 den Namen Brunnenweg, weil sie zur Fürstenbrunn-Quelle führte. 1931 erfolgte mit dem gleichen Bezug die Umbenennung in Quellweg, um Mehrfachbenennungen Berliner Straßen zu reduzieren. Im mittleren und südlichen Straßenbereich stehen Gebäude der ab 1904 errichteten Siedlung Nonnendamm. Die östlichen Gebäude zwischen Jugendweg und Nonnendammallee entstammen der ab 1911 errichteten Großblockbebauung um den „Ehrenhof“ dieser Siedlung. Der nördliche Straßenabschnitt bis zur Goebelstraße befindet sich am Rande der ab 1930 errichteten „Siedlung Heimat“. Gegenüber der Einmündung der Mäckeritzstraße Am Quellweg befindet sich das Siemens-Kinderheim, das vom CJD als Bildungsträger betrieben wird. Seit dem Jahre 1923 wird am Quellweg ein regelmäßiger öffentlicher Wochenmarkt abgehalten. An der Ecke Goebelstraße befindet sich die Katholische St.-Joseph-Kirche. Für die Mineralwasser-Quelle Fürstenbrunn wurde 1889 eine Mineralwasserfabrik errichtet. | Siemensstadt Quellweg.JPG · Berlin-Siemensstadt Quellweg                                                                                         |
| Rapsstraße (Lage)            | 0360                     | August Raps (1865–1920), Physiker und Vorstandsmitglied der Siemens & Halske AG                                                                                        | 16. Jan. 1923       | Die Straße in der ehemaligen „Siemens-Werkssiedlung“ liegt zwischen Dihlmann- und Harriesstraße und wurde 1922 gemäß Bebauungsplan als Straße 1 (2) angelegt. Ein Jahr später erhielt sie ihren Namen Die ruhige Wohnstraße ist von geringer Breite und weitgehend mit zweigeschossigen Einfamilienhäusern in Reihenbauweise flankiert. Im Mittelbereich der Straße befindet sich ein kleiner Marktplatz mit ehemals mehreren Ladengeschäften, der den Innenhofcharakter der Siedlung betont. Zwischen der Rapsstraße und den Wohnhäusern am Rohrdamm liegen Grünflächen mit Plastiken des Bildhauers Wilhelm von Winterfeld (1898–1997). Der Hausnummernverlauf folgt dem Prinzip der Orientierungsnummerierung mit Rapsstraße 2–74 (gerade) und 3–73 (ungerade). An der Harriesstraße führt die Rapsstraße durch ein Wohnhaus mit einem Tordurchbruch. | Berlin-Siemensstadt Rapsstraße |
| Reisstraße (Lage)            | 0170                     | Philipp Reis (1834–1874), Physiker und Erfinder des Telefons | 1903                | Die Reisstraße liegt zwischen Siemens- und Wernerwerkdamm. Die Straße war bereits in den ersten Planungsunterlagen 1903 nach Reis benannt und wurde 1904 in der Siedlung Nonnendamm angelegt. Sie verlief über den Wernerwerkdamm am damaligen Siemens-Fernmeldewerk vorbei zum Rohrdamm. Mit dem Abriss des Fernmeldewerks wurde 1981 der Abschnitt südlich des Wernerwerkdamms, der über das Werksgelände führte, für den öffentlichen Verkehr aufgehoben und entwidmet. Vom 1. Oktober 1908 an fuhr die Elektrische Straßenbahn Spandau–Nonnendamm von der Altstadt Spandau entlang der Nonnendammallee bis zur Reisstraße, von 1911 bis 1918 auch durch die Reisstraße bis zur Rohrdammbrücke weiter. In der Reisstraße existieren heute noch mehrere kleine Einzelhandels- und Dienstleistungsgeschäfte. | Berlin-Siemensstadt Reisstraße |
| Rieppelstraße (Lage)         | 0390                     | Anton von Rieppel (1852–1926), Baurat, Statiker, Aufsichtsrat bei Siemens                                                                                              | 13. Mai 1929        | Die Straße liegt zwischen Dihlmann- und Harriesstraße. Der Hausnummernverlauf folgt mit den Grundstücken 1 bis 25 (ungerade) und Rieppelstraße 2–30 dem Prinzip der Orientierungsnummerierung. Sie wurde 1922 als Straße B angelegt. Die ruhige Wohnstraße ist mit Mehrfamilienhäusern mit freizugänglichen großen Innenhöfen als Gemeinschaftsflächen bebaut, hinzu kommen einige Bewohnergärten. Die Häuser unterscheiden sich durch Reliefs unterschiedlicher Märchenmotive über den Hauseingängen. Die figürlichen Schmuckelemente stammen von den Bildhauern Otto Hitzberger (1878–1964) und Kunz Schmid (* 1904). | Berlin-Siemensstadt Rieppelstraße |
| Rohrdamm (Lage)              | 2170                     | unter der Straße verlaufen die Druckrohre der Wasserleitung vom Wasserwerk Tegel zum Wasserwerk Jungfernheide                                                          | 1904                | Der ab 1904 ausgebaute Rohrdamm zwischen der Rohrdammbrücke über die Spree und dem Saatwinkler Damm in Nord-Süd-Richtung durch den Ortsteil ist zwischen der Nonnendammallee und dem Saatwinkler Damm eine mäßig stark befahrene Straße mit denkmalgeschützten Mehrfamilienhäusern der Siemens-Siedlung und großen Gewerbebauten. Die Häuser haben große Innenhöfe, von denen es Durchlässe für Fußgänger zur Straße gibt. Der Hausnummernverlauf folgt dem Prinzip der Hufeisennummerierung mit den Grundstücken 7–95 (fortlaufend). An der Ecke Nonnendammallee befinden sich die Siemens-Hauptverwaltung und anschließend die Zufahrt zum Siemens-Schaltwerk. Außer dem Gewerbe und Wohnhäusern gibt es in der Straße Sportstätten, eine Schule und die Kleingartenanlage „Gartenfreunde Siemens“. Der Abschnitt südlich der Nonnendammallee bis zur Rohrdammbrücke liegt überwiegend zwischen dem Gelände der Firma Siemens und den Berliner Wasserwerken. Noch Mitte der 1950er Jahre befanden sich am Rohrdamm zwei S-Bahnhöfe an heute stillgelegten Strecken: S-Bahnhof Siemensstadt nach Gartenfeld und S-Bahnhof Siemensstadt-Fürstenbrunn über die Spree auf dem Rohrdammsteg hinweg an der Fürstenbrunner Straße. Die Breite des nördlichen, mit Grünanlagen und Bäumen bewachsenen Fußgängerabschnitts des Rohrdamms wurde in der Konzeption 1913 vorgesehen, als hier die Trasse einer Schnellbahn zum Norden der damaligen Stadt Spandau geplant war, später sorgte die Bautätigkeit zur Beseitigung der Entwässerungsgräben. Die Bezeichnungen Rohrdamm der Berliner Wasserwerke und kurz Wasserdamm waren auch gebräuchlich. Im nördlichen Abschnitt zu beiden Seiten des Rohrdamms stehen die Wohnungsbauten der Siedlungen Rohrdamm und Rohrdamm West. Ein 16-geschossiges Wohnhaus in dieser Straße ist das höchste Wohngebäude des Ortsteils. Weiter nördlich, den Rohrdamm überbrückend, befindet sich der 1980 außer Betrieb genommene S-Bahnhof Siemensstadt und am Kreuzungspunkt Rohrdamm und Nonnendammallee der U-Bahnhof Rohrdamm. | Siemens-Gebäude vom Rohrdamm aus gesehen · Berlin-Siemensstadt Rohrdamm · Berlin-Siemensstadt Rohrdamm                                           |
| Saatwinkler Damm (Lage)      | 1530 (im Ortsteil)       | Saatwinkel, im 18. Jahrhundert am westlichen Rand der Jungfernheide gegründete Siedlerkolonie (seit Ende des 20. Jhd. Ortslage von Tegel)                              | 1925                | Der Siemensstädter Abschnitt des Saatwinkler Damms führt vom Jungfernheideweg am Hohenzollernkanal entlang bis zur Gartenfelder Straße. Der östliche Abschnitt des Saatwinkler Damms liegt im Ortsteil Charlottenburg-Nord und der westlicher der Gartenfelder Straße liegende in Haselhorst. In den Jahren 1860 bis 1864 wurde die Saatwinkler Chaussee als befestigte Verbindungsstraße von Moabit und Plötzensee nach Saatwinkel ausgebaut. Die Straße war zuvor eine „uralte Ausfall- und Kremserstraße […], die unter dem hohen Dach ihrer dichtgereihten Buchen und Linden wohl eine der schönsten Straßen Berlins ist“. Der Saatwinkler Damm verläuft parallel zum Berlin-Spandauer Schifffahrtskanal. Die Namensgebung dieser Kanalchaussee erfolgte in Spandau 1925, in der damaligen Stadt Charlottenburg bereits 1918, nachdem der gesamte Straßenverlauf zuvor auch Am Hohenzollern-Kanal hieß, allerdings für den Abschnitt im Ortsteil auch Berliner Chaussee. Das Siemensstädter Teilstück wurde in den Jahren 2004/2005 saniert. | |
| Schuckertdamm (Lage)         | 0730                     | Sigmund Schuckert (1846–1895), Gründer des Elektrounternehmens Schuckert & Co.                                                                                         | 23. Nov. 1931       | Der Schuckertdamm liegt zwischen Jungfernheideweg und Rohrdamm, in Charlottenburg-Nord setzt sich die Trasse als Heckerdamm fort. Der Hausnummernverlauf folgt dem Prinzip der Orientierungsnummerierung. Die Straße geht auf den vor 1777 nachweisbaren Königsdamm zurück, der im Auftrag von König Friedrich Wilhelm I. im 18. Jahrhundert beim Trockenlegen der Mäckeritzwiesen angelegt wurde und seinen Namen erhielt. Im Jahr 1931 erhielt der Abschnitt im Ortsteil den Namen Schuckertdamm. Im Adressbuch von 1943 ist der Schuckertdamm (nördliche Seite) zwischen Jungfernheideweg und Lenther Steig / Sportplatz, die südliche Seite zwischen Schuckertplatz und Rohrdamm angegeben, für die Grundstücke 283–303 wird verwiesen auf den Königsdamm in Charlottenburg. Mit der Anordnung der in dieser Siedlung vorherrschenden dreigeschossigen Putzbauten mit zahlreichen kleinen Wandreliefs an den Hauseingängen und den hohen Walmdächern wirkt der Schuckertdamm hinter der Korbbogen-Überbauung (in westlicher Richtung) am Schuckertplatz kleinstädtisch. Die Sgraffitoarbeiten an den Fassaden stammen von dem Maler Hans Uhl (* 1897). Im Jahr 1965 erhielt die Straße Ecke Jungfernheideweg ein erstes Wohnhochhaus. Die ruhige Wohnstraße liegt in der denkmalgeschützten Siemens-Siedlung. Erwähnenswert ist die Christophoruskirche der evangelischen Gemeinde Spandau (untere Bilder). | Siemensstadt Schuckertdamm · Christophoruskirche · Christophoruskirche                                                                           |
| Schuckertplatz (Lage)        | 060 × 60                 | Sigmund Schuckert (1846–1895), Gründer der Elektrounternehmens Schuckert & Co.                                                                                         | 23. Nov. 1931       | Der Platz liegt am Schuckertdamm an der Einmündung des Quellwegs. Der Schuckertplatz wurde mit dem Bau der „Siedlung Heimat“ mit dem Schuckertdamm angelegt. Vor dem Bau der Gebäude für die Siedlung Heimat nahmen hier mehrmals im Jahr kleinere Circusse Quartier. Im Süden stehen die Wohngebäude am Schuckertdamm, auf der Nordseite ist der Platz in weitem Rund mit einem Wohnblock umbaut, der dem Quellweg entspricht, westlich besteht eine Durchfahrt durch diesen. Dem Platz sind die Hausnummern 1–9 des westlichen Blocks als postalische Adresse zugeordnet, die Häuser der Ostseite 49–57 gehören zum Jungfernheideweg. Da dessen Straßenland bereits zu Charlottenburg-Nord gehört, wird der Schuckertdamm hier durch den Heckerdamm fortgesetzt. Die Häuser 1–9 gehören auch schon laut Adressbuch von 1943 zum Schuckertplatz. | Berlin-Siemensstadt Schuckertplatz |
| Schwiegersteig (Lage)        | 0190                     | Heinrich Schwieger (1846–1911), Eisenbahningenieur | 23. Nov. 1931       | Die schmale Wohnstraße mit Mehrfamilienhäusern in der denkmalgeschützten Siemens-Siedlung liegt zwischen Goebelstraße und Schuckertdamm. Sie wurde 1931 unter der Bezeichnung Straße 4 angelegt. Der Hausnummernverlauf in der Wohnsiedlung Heimat folgt mit Schwiegersteig 1–27 und 2–28 dem Prinzip der Orientierungsnummerierung. | |
| Siemensdamm (Lage)           | 0770 (im Ortsteil)       | Werner von Siemens (1816–1892), Physiker und Unternehmer; Gründer eine hier ansässigen Firma                                                                           | 14. Juli 1914       | Der Siemensdamm verläuft als östliche Fortsetzung der Nonnendammallee vom Jungfernheideweg bis zum Jakob-Kaiser-Platz. Der Abschnitt östlich des Nikolaus-Groß-Wegs liegt in Charlottenburg-Nord. Der ursprüngliche Planungsname war Straße 45. Von 1913 bis 1915 erfolgte unter finanzieller Beteiligung der Firma Siemens ein erster Ausbau zur Einrichtung einer Verkehrsverbindung mit Charlottenburg und Berlin. Um 1930 war der breite Straßenausbau auf 49 Meter abgeschlossen. In den Plänen von Albert Speer wurden Siemensdamm und Nonnendammallee in den III. Stadtring einbezogen. Im Zuge der neuen Verkehrsplanung wurden Charlottenburger Teile 1952/1953 vom Jakob-Kaiser-Platz ausgehend geändert und in ihrer Führung verschwenkt und die neue Ost-West-Verbindungsstraße erhielt den Namen Siemensdamm, auf Spandauer Gebiet wurde 1955/1956 die Kurve in die Einmündung zur Nonnendammallee begradigt und ein Stück der Nonnendammallee in den Siemensdamm einbezogen. Ursprünglich waren die Straßennamen der Weichbildgrenze angepasst und die nördliche Fahrbahn des Siemensdamms führte bis Mäckeritzstraße, die südliche Fahrbahn der Nonnendammallee bis Ohmstraße. Am 19. Mai 1956 wurde der Siemensdamm bis zur Kreuzung Reisstraße und Jungfernheideweg vorgezogen. | Wernerwerk-Hochhaus · Nokia-Siemens-Networks |
| Sternfelder Straße (Lage)    | 0330                     | Sternfeld, Wiese an der Spree | um 1912             | Die Sternfelder Straße geht von der Motardstraße nach Süden ab. Sie führte bis zur Faulen Spree und schloss das dortige Siemens-Schuckert-Werk an. Nahe der späteren Straße befanden sich die Fabrikationsstätten der Firma Motard und die Motardschen Villen. Ab 1941 gehörte das Gebiet gänzlich zum (Werks-)Gelände der Firma Siemens. Für 1943 sind hier Grundstücke der Firma Motard, Familienhäuser, das Bootshaus des Siemens Motor-Yacht-Clubs an der Faulen Spree und auf der Ostseite das Wasserwerk genannt. Die Straße wurde am 9. August 1962 für den öffentlichen Verkehr entwidmet (amtlich mit der Straßennummer 04323). Sie führt zwischen dem ehemaligen Wasserwerk Jungfernheide und den Kohlehalden hindurch zum östlichen Rand der KGA Spreewiesen und bringt für die hier liegenden Parzellen die Autozufahrt. Namensgebend ist der 1874 als amtlicher Name übernommene Begriff für die Gegend der Nonnenwiesen und Spreewiesen an der Ruhlebener Halbinsel. | Berlin-Siemensstadt Sternfelder Straße |
| Straße am Schaltwerk (Lage)  | 0460                     | Schaltwerk des Siemens-Konzerns, das an der Straße liegt | 13. Feb. 1995       | Die Straße geht vom Rohrdamm ab, wird ab Janischweg zur Sackgasse und führt zu den Anlagen des Siemens-Schaltwerks und den KGA „Neuer und Alter Exerzierplatz“. Sie wurde vor 1925 als Südliche Straße angelegt und bildete damals die südliche Grenze der Jungfernheide, deren letzte angrenzende Teile ab 1953 mit den Wohnhäusern am Janischweg bebaut wurden. Von 1955 bis 1995 hieß sie Bingelstraße. | Berlin-Siemensstadt Straße am Schaltwerk · Berlin-Siemensstadt Straße am Schaltwerk · Berlin-Siemensstadt Straße am Schaltwerk                   |
| Voltastraße (Lage)           | 0140                     | Alessandro Volta (1745–1827), italienischer Physiker | 1901                | Die Straße liegt zwischen Wernerwerkdamm und Nonnendammallee. Der Straßenname findet sich bereits auf dem Bebauungsplan, bevor die Straße ab 1905 in der „Kolonie Nonnendamm“ angelegt wurde. Im Adressbuch von 1911 ist sie zwischen Siemensstraße und Nonnendamm auf den Grundstücken 1–5 mit Mehrparteienhäusern der „Märkischen Bodengesellschaft m.b.H.“, einem Neubau auf 6 und gegenüberliegend auf 7–12 als Baustellen angegebene Grundstücke. Angelegt wurde sie um 1905 weiter nach Süden über die Motardstraße zum Rohrdamm, dieser Abschnitt ging beim Ausbau der Gebäude der Siemens u. Halske A.G. im Werksgelände auf. So gehören die Grundstücke 1–12 (fortlaufend) zur Voltastraße, die Häuser der Ostseite besitzen Vorgärten, die Straße ist baumbestanden und auch die Innenhöfe zu den Grundstücken der Nachbarstraßen sind begrünt. Der Siemens-Uhrenturm des Messgerätewerks steht in der Blickachse der Voltastraße. | Berlin-Siemensstadt Voltastraße |
| Wattstraße (Lage)            | 0250                     | James Watt (1736–1819), schottischer Erfinder der Dampfmaschine | 14. Okt. 1910       | Der Verkehrsweg wurde 1904 in der Siedlung Nonnendamm zwischen Nonnendamm und Siemensstraße als Straße 1 (1) angelegt. 1910 erhielt sie ihren Namen und ist im Adressbuch 1911 mit einem bebauten Grundstück der Charlottenburger Baugenossenschaft mit 46 Parteien und einer Baustelle angegeben. 1918 sind zwischen Siemensstraße und Nonnendammallee vier Mehrparteienhäuser der Märkischen Bodengesellschaft m.b.H. und bis zur Schulstraße zwei Häuser und zwei Baustellen für die Grundstücke 5–8 auf der Westseite notiert. Auf der gegenüberliegenden Straßenseite nördlich von der Nonnendammallee (9–12) stehen vier Mehrparteienhäuser und südlich 13, 13a, 14, 14a stehen vier Mehrparteienhäuser der „Charlottenburger Baugenossenschaft E.G.m.b.H.“ Diese Nummerierung 1–14a (fortlaufend) besteht fort. Die Straße verbindet Wernerwerkdamm und Jugendweg. | Berlin-Siemensstadt Wattstraße |
| Wehneltsteig (Lage)          | 0150                     | Arthur Wehnelt (1871–1944), Physiker und Erfinder | 9. Sep. 1931        | Die Privatstraße liegt zwischen Wernerwerkdamm und Nonnendammallee. Der ansteigende Weg wurde um 1905 als Märkischer Steig in der Kolonie Nonnendamm angelegt. Die Umbenennung 1931 richtete sich unter Beibehaltung der Nennung „-steig“ an den parallelen Straßen aus, die ebenfalls nach Erfindern der Elektrotechnik benannt sind. Für 1911 ist er auf den Grundstücken Märkischer Steig 1–5 auf der Westseite mit Mehrparteienhäusern, davon vier der „Märkischen Bodengesellschaft m.b.H.“ angegeben, auf der Ostseite 8–13 sind bis auf Grundstück 8 fünf Mehrparteienhäuser gebaut, ebenfalls im Eigentum der Märkischen Bodengesellschaft m.b.H. 8 befand sich von 1907 bis zur Fertigstellung der Grundschule am späteren Jugendweg im Jahre 1909 die erste Siemensstädter Schule. 1907 wurde ein Betsaal eingerichtet, in dem ein Hilfspfarrer aus Spandau Gottesdienste abhielt. In Nr. 12 des Wehneltsteiges, an der Ecke zum Wernerwerkdamm, befand sich während der Olympischen Sommerspiele 1936 eine der 12 öffentlichen „Fernsehstuben“ der Reichs-Rundfunk-Gesellschaft in Berlin, in denen die Zuschauer unentgeltlich die Live-Berichte von den Wettkampfstätten anschauen konnten.“ | |
| Wernerwerkdamm (Lage)        | 0500                     | „Wernerwerk“ des Siemens-Konzerns | 31. Juli 1947       | Der Wernerwerkdamm liegt zwischen Rohrdamm und Ohmstraße, auf der nördlichen Straßenseite stehen Mehrfamilienhäuser, die Südseite grenzt an den „Thelen Technopark“ und sie endet im Osten als Sackgasse in diesem Park. Der Hausnummernverlauf folgt dem Prinzip der Hufeisennummerierung mit den Grundstücken 2–16 und 25–36 (fortlaufend). Die Straße wurde bereits 1866 angelegt, um die Grundstücke in dieser Gegend zu erschließen und wurde 1901 als Siemensstraße benannt. Am 25. August 1939 erhielt sie den Namen Schwiebertweg. Im Rahmen der Beseitigung von nazistischem Gedankengut erfolgte 1947 die Benennung nach der anliegenden Fabrik. | Berlin-Siemensstadt Wernerwerkdamm · Berlin-Siemensstadt Wernerwerkdamm                                                                          |
| Wohlrabedamm (Lage)          | 0930                     | Jürgen Wohlrabe (1936–1995), Berliner CDU-Politiker und Filmproduzent                                                                                                  | 24. Apr. 2012       | Der Wohlrabedamm verläuft L-förmig zwischen Rohr- und Siemensdamm mit den Grundstücken 4–34 (fortlaufend) in Hufeisennummerierung. Die Straße wurde zwischen 2010 und 2012 neu erbaut und erschließt den Thelen Technopark, der auf ehemaligem Siemens-Werksgelände liegt. Die Straße führt durch den Thelen Technopark und wurde 2012 für den Verkehr freigegeben, wodurch es möglich wurde, dass sich auf dem vorher verschlossenen Gelände der Siemens-Werke Unternehmen der Kommunikationstechnik niedergelassen haben. Am Siemens Stichkanal entlang führt ein Fußweg bis zur Spree und es gibt zwei Fußgängerdurchgänge zum Wernerwerkdamm. | Berlin-Siemensstadt Wohlrabedamm Fujitsu · Berlin-Siemensstadt Wohlrabedamm Wincor-Nixdorf                                                       |

## Liste umbenannter, nur geplanter und aufgehobener Straßen
Im Adressbuch 1911 finden sich für „Kolonie Nonnendamm“ im Bezirk Spandau folgende Straßen, die heute noch unter gleichem Namen bestehen: Hefnersteig, Motardstraße, Nonnendamm, Ohmstraße, Reisstraße, Rohrdamm. Die hier folgend aufgeführten Straßen sind dagegen im Lauf der Geschichte verändert worden.
| Name                              | wann benannt    | wann umbenannt oder aufgehoben | Namensherkunft | aktueller Name                | Anmerkungen |
| --------------------------------- | --------------- | ------------------------------ | --- | ----------------------------- | --- |
| Berliner Chaussee                 | überliefert     | 1925                           | Richtung nach Berlin | → Saatwinkler Damm            | Zeitweiser Name eines Abschnitts der Fernstraße auf Spandauer, also Siemensstädter Gelände. |
| Berthold-Schwarz-Straße           | 14. Okt. 1910   |                                | Berthold Schwarz, Franziskaner-Mönch und Erfinder des Schießpulvers | → nach Haselhorst             | Im Adressbuch des Jahres 1943 in Siemensstadt enthalten, von der Gartenfelder Straße abgehend und unbebaut. Nach dem Ausbau der Kolonie Haselhorst zum späteren Ortsteil Berlin-Haselhorst ausgegliedert. |
| Bingelstraße                      | 29. März 1955   |                                | Rudolf Bingel (1882–1945), Ingenieur und Vorstandsvorsitzender bei den Siemens-Schuckert-Werken, wurde von den Sowjettruppen in das Speziallager Landsberg (Warthe) gebracht, wo er verstarb.                                              | → Straße am Schaltwerk        | Die vormalige Südliche Straße wurde 1955 zu Ehren des Siemens-Ingenieurs benannt. Als in den 1990er Jahren bekannt wurde, dass er ab 1942 Mitglied des Freundeskreises Reichsführer SS und Ausschussvorsitzender der „Fördergemeinschaft der deutschen Industrie“ war, wurde ihm die öffentliche Wertschätzung entzogen und die Bingelstraße 1995 umbenannt. |
| Bornmüllerplatz, Bornmüllerstraße | 25. Aug. 1939   |                                | Gottfried Bornmüller (1902–1935), Anhänger der NS-Bewegung, der als aktiver Nationalsozialist an Verletzungen starb, die er bei tätlichen politischen Auseinandersetzungen erhalten hatte                                                  | → Jugendplatz und → Jugendweg | Die früheren Schulplatz und Schulstraße wurden in der NS-Zeit neu benannt. 1947 wurden im Rahmen der Beseitigung von nazistischem Gedankengut Platz und Straße unverfänglich neu bezeichnet. |
| Brunnenstraße                     | 1904            | 9. Sep. 1931                   | Brunnen, Quelle | → Quellweg                    | Die Straße zwischen Nonnendamm, über Siemensstraße und Rohrdamm führte in der Verlängerung zu einer Mineralquelle der 1889 errichteten Mineralwasserfabrik. 1931 wurde diese Straße unter Beibehaltung der namensgebenden Fürstenbrunn-Quelle umbenannt, um Mehrfachbenennungen Berliner Straßen seit 1920 mit der Bildung von Groß-Berlin zu reduzieren. |
| Frischensteig                     | 1930            | 23. Nov. 1931                  | Carl Ludwig Frischen (1830–1890) | → Natalissteig                | Entstanden als Privatstraße in der Siedlung Heimat, erhielt sie Anfang 1930 einen Eigennamen. Schließlich wurde sie in der NS-Zeit umbenannt. |
| Grenzstraße                       | um 1908         | 1961                           | Grenze zwischen Siemensstadt und Haselhorst | → entwidmet und aufgehoben    | Der Verkehrsweg bestand bis 1961. Ursprüngliche Bebauungspläne hatten eine Straße vorgesehen, die von der Motardstraße über die Nonnendammallee zum Waldgürtel des Dauerwaldes im Norden führen sollte und um 1908 mit einem Teilstück an der Nonnendammallee provisorisch angelegt wurde. Verblieben sind einige Meter für Zugänge zum Schaltwerk und zum großen Kraftfahrzeug-Stellplatz der Firma Siemens an der Nonnendammallee. Einst standen hier ab 1923 die Hundezwinger für den Werkschutz der Siemens-Anlagen. Bis in die 1950er Jahre waren zeitweilig über 40 Riesenschnauzer untergebracht, die hier gepflegt und auch ausgebildet wurden. 1930 (und in Adressbücher der 1930er Jahre) ist die Grenzstraße mit einem Beamtenwohnhaus an der Nonnendammallee, der Gasanstalt (1911 bis 1947 Gas-Verteilerstation mit zwei Behältern für die Zwischenspeicherung des aus Spandau gelieferten Stadtgases), auf Grundstück 1 das Straßenbahndepot (1909 bis zur Zerstörung 1944, bis 1955 Endhaltestelle Grenzstraße der Straßenbahn) und auf Grundstück 2 ein Lagerplatz der Siemens Beton- und Monierbau AG (Abt. Siemensstadt). Auf dem dahinterliegenden Gelände des Schaltwerks bestand von 1942 bis Anfang 1945 ein Barackenlager, in dem nach Deutschland deportierte osteuropäische Frauen untergebracht waren, die für die Firma Siemens Zwangsarbeit leisteten. |
| Hertzstraße                       | 14. Dez. 1910   |                                | Heinrich Hertz (1857–1894), Physiker | → Grammestraße                | Der Verkehrsweg wurde 1905 in der Kolonie Nonnendamm angelegt. Da Hertz in der NS-Zeit als „Halbjude“ bezeichnet wurde, erhielt die Straße 1938 einen anderen Namen, wobei wohl unbeachtet blieb, dass auch der belgische Elektroingenieur Zénobe Théophile Gramme (1826–1901) einer jüdischen Familie entstammte. |
| Holtzdamm oder Holtzweg           | 4. Juli 1957    | 13. Dez. 1961                  | Wilhelm Holtz (1836–1913), Physiker, Entwickler einer Influenzmaschine | → Popitzweg (in Teilen)       | Der Damm war ein weitestgehend zu Charlottenburg, insbesondere der Großsiedlung Siemensstadt, gehörender Straßenzug, der als nördliche Verbindungsstraße zwischen Siemensstadt und Charlottenburg vorgesehen war. Er führte im Ortsteil an die Kreuzung Mäckeritzstraße / Nonnendammallee / Siemens- / Nonnendamm. Im Jahr seiner Benennung erfolgte eine umfangreiche Erweiterung der Werksanlagen und der Weg verband nur noch den Tegeler Weg über Keplerstraße mit dem Westhafen-Kanal. Die Rest der Originaltrassierung kamen nach 1957 zu Charlottenburg, sind aber inzwischen weitestgehend verschwunden. |
| Königsdamm                        | vor 1777        |                                | König Friedrich Wilhelm I. | → Schuckertdamm (in Teilen)   | Der Damm wurde vor 1777 im königlichen Auftrag zur Trockenlegung der Mäckeritzwiesen angelegt. Zunächst hieß er Weg nach Spandau und wurde später nach dem König und Auftraggeber benannt. Der Königsdamm führte von der Stadt Charlottenburg (Plötzensee) durch die Jungfernheide entlang zur Gartenfelder Straße über den heutigen Ortsteil. Durch die in den 1920er Jahren einsetzende Bebauung wurde die alte Straße an vielen Stellen aufgehoben. |
| Märkischer Steig                  | um 1911         | 1931                           | Märkische Bodengesellschaft | → Wehneltsteig                | Der Verkehrsweg wurde in der Wohnsiedlung Nonnendamm auf dem Gelände der Märkischen Bodengesellschaft angelegt und nach dieser benannt. Kostenträger war das Unternehmen Siemens. |
| Onkel-Franz-Weg                   | vor 1931        | 23. Jan. 1931                  | ? | → Jungfernheideweg            | Der Name war eine volkstümliche Bezeichnung für die noch nicht ausgebaute Verlängerung des → Jungfernheidewegs durch den damaligen Volkspark Jungfernheide zum Saatwinkler Damm. |
| Schuckertstraße                   | um 1920         |                                | Sigmund Schuckert (1846–1895), Elektrotechniker und Gründer der Firma Schuckert & Co. | aufgehoben                    | Sie bestand auf dem Gelände der Schuckertwerke und war zwischen Schwiebertweg und Unterer Spree an den Nonnendamm angeschlossen. Im Adressbuch von 1943 ist die Schuckertstraße als Industriestraße zum Stichkanal und der Siemensbahn aufgeführt. Für den öffentlichen Verkehr spielte sie keine Rolle und wurde mit den geänderten Werksplanungen aufgehoben. |
| Schulstraße, Schulplatz           | um 1911         |                                | Schulgebäude in der Arbeitersiedlung Siemensstadt | → Jugendweg, → Jugendplatz    | Namensgebend war die Anfang des 20. Jahrhunderts gebaute Schule der Siemensstadt an dieser Straße. Der Verkehrsweg ist für 1911 zwischen Rohrdamm und Brunnenstraße mit Kirche, der 11. Gemeindeschule Spandau, sowie zwei Neubauten und Baustellen ausgewiesen. |
| Schwarzer Weg                     | um 1900         | 31. Juli 1947                  | meist mit Schotter befestigter Weg | → Otternbuchtstraße           | Das war eine inoffizielle Bezeichnung für die Otternbuchtstraße und deren Verlängerung → Paulsternstraße. Andererseits wird die wegeähnliche Verbindung zwischen dem Jungfernheideweg und dem Quellweg, parallel zum Trassenteil der S-Bahn, inoffiziell weiterhin Schwarzer Weg genannt. Der 120 Meter lange und vier Meter breite Weg war vor dem Bau der Siemensbahn (1927/1929) und der Großsiedlung Siemensstadt 1929/1930 ein mit Parkbänken bestandener Sandstreifen durch den zu dieser Zeit existierenden Waldgürtel der Jungfernheide. |
| Schwiebertweg                     | 1939            | 31. Juli 1947                  | Friedrich Schwiebert (1904–1935), SA-Mann, der bei Siemens tätig gewesen war und an den Folgen einer Verwundung verstarb, die er sich 1933 bei einer bewaffneten Auseinandersetzung zwischen SA-Mitgliedern und Arbeitern zugezogen hatte. | → Wernerwerksdamm.            | Die frühere Siemensstraße wurde aus politischen Gründen 1939 umbenannt, nach dem Zweiten Weltkrieg vergab die Bezirksverwaltung einen neuen Namen. |
| Siemensstraße                     | 1901            | 31. Juli 1947                  | Werner von Siemens, Fabrikant | → Wernerwerkdamm              | Der Verkehrsweg wurde bereits 1866 zur baulichen Erschließung der Grundstücke in dieser Gegend angelegt, trug aber keinen Namen. Wohl wegen der Nähe zum parallelen Siemensdamm wurde sie 1939 in Schwiebertweg umbenannt und im Rahmen der Beseitigung von nazistischem Gedankengut erfolgte 1947 die weitere Umbenennung. |
| Südliche Straße                   | 1910 / vor 1925 |                                | Die Straße war 1910 beim Verkauf eines Grundstückes aus dem Forstgelände Jungfernheide an Siemens als dauerhafte südliche Grenze des Forstgebietes vorgesehen.                                                                             | Straße am Schaltwerk          | Die Straße verlief zwischen dem Rohrdamm und der Grenzstraße. Der Name war zunächst inoffiziell und wurde zumindest ab 1925 in Stadtplänen und zumindest ab 1938 in Adressbüchern verwendet. Sie wurde auch Südlicher Weg oder wegen der Lage am Schaltwerk Fabrikstraße genannt. Der Bau der Siemensbahn trennte die Straße um 1928 in zwei Teile, die durch einen Tunnel verbunden wurden. 1955 wurde sie umbenannt in Bingelstraße |
| Wasserdamm                        |                 |                                | Die Druckrohre der Wasserbetriebe verlaufen hier. | → Rohrdamm                    | Der erste Name war eine nichtamtlich genutzte Bezeichnung. |

## Weitere Örtlichkeiten

### Parks
- Wilhelm-von-Siemens-Park (RBS 08173), Lage
Er liegt im Karree Rohrdamm, Dihlmannstraße, Jungfernheideweg und hinter den Grundstücken des Schuckertdamms. Der Park inmitten der Siedlung ist nach dem Gründer der Siemensstadt, dem Unternehmer Wilhelm von Siemens, benannt.

### Kleingartenanlagen
Die Gartenkolonien im Ortsteil am Saatwinkler Damm gelten als Dauerkleingartenanlagen, lediglich die von Gewerbeflächen umgebene KGA ‚Spreewiesen‘ ist ungesichert.
| Koloniename                           | Lage/Adresse                       | Parzellen | Fläche    | Anmerkungen |
| ------------------------------------- | ---------------------------------- | --------- | --------- | --- |
| Siedlungsverein Siemensstadt          | Saatwinkler Damm 100 (Lage)        | 57        | 35.450 m² | Diese Dauerkleingartenkolonie ist im Kleingartenentwicklungsplan mit 5061 und im Regionalsystem mit dem Straßenschlüssel 6697 aufgenommen. Auf landeseigenem Pachtland sind die Kleingärten dauerhaft gesichert. |
| Kleingartenverein Am Rohrdamm (5039a) | Saatwinkler Damm / Rohrdamm (Lage) | 145       | 78.569 m² | Die KGA besitzt drei Abschnitte. Der nördliche Abschnitt ist eine fiktive Dauerkolonie liegt im Süden des Saatwinkler Damms zwischen dem Rohrdamm im Osten und dem Buchenweg als Begrenzung zur Wochenendsiedlung Gartenfreunde Siemensstadt. Diese Fläche wird ergänzt durch einen 90 m breiten und 250 m langen Streifen südlich vom Stadionweg zwischen den Sportplätzen und dem Buchenweg. Diese Fläche ist mit der Stufe Vb auf landeseigenem Pachtland als fiktive Anlage dauerhaft gesichert. |
| Kleingartenverein Am Rohrdamm (5039b) | Saatwinkler Damm / Rohrdamm (Lage) | 18        | 9.448 m²  | Ein Abschnitt der Kleingartenanlage zwischen Rohr- und Saatwinkler Damm (ausgenommen die Siedlung Rohrdamm und das Sport- und Freizeitzentrum Siemensstadt) liegt auf privatem Pachtland (Firma Siemens). Er ist allerdings durch den Eintrag im FNP dennoch hoch gesichert in Stufe IV. Dieser Teil liegt in einem 20 Meter breiten Streifen entlang der stillgelegten Siemensbahn bis an die Straße am Schaltwerk. |
| Kleingartenverein Am Rohrdamm (5039c) | Saatwinkler Damm / Rohrdamm (Lage) | 16        | 8.621 m²  | Ein dritter Abschnitt der Gesamtanlage mit diesen 16 Parzellen auf Landesland ist von einer bereits vor 1970 gegründeten KGA verblieben. Dieser Teil ist als Dauerkleingartenanlage der Stufe Va dauerhaft gesichert. |
| KGA Spreewiesen                       | Otternbuchtstraße 10 (Lage)        | 135       | 76.128 m² | Die Gartenkolonie liegt westlich vom ehemaligen Wasserwerk Jungfernheide und nördlich vom Rückhaltebecken des Klärwerks. Sie ist über das östliche Ende der Otternbuchtstraße erreichbar. Die Anlage liegt auf privatem Pachtland und gilt als ungesichert. Im amtlichen Straßensystem ist sie als RBS 6729 geführt. Im Norden der Gartenanlage liegt die Kohlenhalde, an deren Ostseite führt eine Zufahrt zur Gartenanlage von der Motardstraße über die Sternfelder Straße und eine unbenannte Verlängerung. Der Hauptweg der KGA liegt schräg, was auf einen Parzellenverlust zurückzuführen ist. Quer dazu liegen die Koloniewege: Drossel-, Tauben-, Meisen-, Rosenweg, Birkengasse, Kiefern-, Astern-, Kiefern-, Astern-, Nelkenweg. Nach Süd in Richtung Rückhaltebecken (zur Spree hin) liegen Fliedersteig, Tulpen-, Maiglöckchen-, Amselweg. |

### Wochenendsiedlungen
Im Bundeskleingartengesetz sind einige Beschränkungen für Kleingärtner in einer Anlage festsetzt. Auf Wunsch der Siedler werden dann Kleingartenvereine in Wohnsiedlungen gewandelt. Dadurch sind Baumaßnahmen und Daueraufenthalt nach Berliner Rechtsgrundsätzen möglich, im Bezirk Spandau werden solche Siedlergemeinschaften als Wochenendsiedlung aufgeführt.
- Wochenendsiedlung ‚Stiller und Niebus‘: Sie liegt (Lage) im Winkel zwischen dem Campingplatz am Abzweig des Alten Berlin-Spandauer-Schifffahrtskanals gegenüber Saatwinkler Damm und dem Sirius-Business-Park. Im Straßenverzeichnis (RBS) ist diese Siedlung unter 16124 geführt und liegt auf etwa 0,75 Hektar Privatland.

- Wochenendsiedlung ‚Gartenfreunde Siemensstadt‘ liegt im Dreieck (Lage) östlich der KGA ‚Am Rohrdamm‘ am Buchenweg und der Siemensbahn (Saatwinkler damm 299), wobei am Saatwinkler Damm ein 170 m langer Streifen in einer Breite von 20 Meter zur KGA gehört. Die Anlage besitzt im Regionalsystem (RBS) den Straßenschlüssel 6299, erschlossen sind die etwa 140 Parzellen durch Gartenwege zwischen Saatwinkler Damm und Bahnstrecke: Buchen-, Walnuß-, Lärchen-, Tannenweg.

- Kleingartenflächen liegen auch im Südwesten der stillgelegten S-Bahnstrecke, diese sind nicht im Kleingartenentwicklungsplan aber in den amtlichen Unterlagen als „KGA“ aufgeführt.[1] Diese Kolonie ist parzellierte Industrielandreserve der Firma Siemens, die laut Vertrag bei (betrieblichem) Bedarf innerhalb von drei Monaten gekündigt werden kann. Die KGA ‚Alter Exerzierplatz‘ (RBS 6293) mit der Anschrift Straße am Schaltwerk 16 (Lage) und am Schaltwerk die KGA ‚Neuer Exerzierplatz‘ (RBS 6307, Paulsternstraße 26–30, Lage) liegen auf dem Gelände eines vormals vorhandenen Exerzierplatzes,[52] woraus sich der Koloniename ergibt. Die 2014 bestehenden Gartenflächen befinden sich zwischen den mit dem Straßenland zu Haselhorst Gartenfelder Straße / Paulsternstraße und den Bahnanlagen. Im Nordwesten liegt das Wohnquartier Gartenfelder Straße 43–59b und die Kirche auf 53a unter Verlust von Parzellen errichtet. Auf der Karte von 1961[53] und auch schon 1946[54] sind hier Kleingärten nordwestlich von Südliche und Grenzstraße eingezeichnet. Südlich davon lag noch in den 1960er Jahren eine Baumschule und ein Friedhof, überbaut wurde dieses Gebiet von Siemens mit dem Schaltwerk und anderen Flächen überbaut. So wird heute diese Koloniefläche vom Mittelweg (einem Gartenweg) im Süden begrenzt. Zudem liegt die Feuerwache Paulsternstraße auf vormaligen Gartengelände. Mit Stand 2014 liegt die KGA ‚Alter Exerzierplatz‘ mit den Koloniewegen: Kirschen-, Roseneck-, Pfirsisch-, Wickenweg (nördlich vom Haselhorster Weg) und nach Süden: Birnen-, Nelken-, Kirschen-, Flieder-, Pfirsisch-, Wickenweg, Hasensprung. Der Haselhorster Weg, in Fortsetzung Gartenfelder Straße aus Haselhorst, bildet die Trasse am nördlichen Rand und durch die Anlage über den Bahnverlauf hinweg mit Richtung zur Diehlmannstraße (erkennbar sind die schrägen Grundstücksgrenzen). Sie besitzt eine Fläche von 45.131 m². Von der KGA Neuer Exercierplatz verblieben noch 2.675 m² südlich der Feuerwache (Paulsternstraße 34), nachdem von Siemens in den 2010er Jahren die Grundstücke Paulsternstraße 26–32 (gerade) mit gestaffelten Werkshallen bis an die Bahnstrecke hin bebaut. Der dazu begrenzende Gartenrandweg heißt nunmehr Neuer Mittelweg.